# أسرار وخفايا سقوط بغداد (كتاب)
كتاب أسرار وخفايا سقوط بغداد من الكتب القيمة التي ألفها علاء الدين المدرس، وهو كاتب ومؤرخ إسلامي ولد في قضاء بلدروز في العراق، عام 1373 هـ/1954م ، ويعود لقب عائلته (المدرس) إلى والد جده السيد عبد الفتاح المدرس.
محتوى الكتاب هو تفاصيل لما جرى خلال الحرب في العراق عام 2003 وتحليل ودراسة للظروف والعوامل التي خلفتها الحرب، حيث يبدأ  كتابه بقوله: (في فجر يوم الخميس وفي الساعة الخامسة بعد انتهاء فترة الإنذار القصيرة للعراق، بدأت الحرب الظالمة، وسمعنا صوت صفارة الإنذار بعد دوي القصف الجوي والصاروخي على بغداد. وأستمر القصف طوال اليوم والأيام التي تلت ...) ، ويتكلم في أسهاب عن تفاصيل بدء الحرب ومعركة أم قصر ثم معارك الناصرية والنجف والرمادي، وبعدها معارك الدورة والسيدية والزعفرانية في أطراف بغداد، والتي تلتها معركة مطار بغداد الدولي الشهيرة، وفي ختام ذلك معركة الأعظمية التي أستمرت أكثر من أسبوع، وهو كتاب تاريخي قيم، يجمع بين السرد التاريخي والتبيان السياسي لآلة الحرب وتفاصيلها ومعاناة الشعب العراقي.